# Calpensia pulchra
Calpensia pulchra är en mossdjursart som beskrevs av Harmer 1926. Calpensia pulchra ingår i släktet Calpensia och familjen Microporidae. Inga underarter finns listade i Catalogue of Life.